# 大拉什切
大拉什切（發音：[ˈʋeːlikɛ ˈlaːʃtʃɛ]），是斯洛維尼亞大拉什切市鎮内的城鎮及其行政中心。为下卡尼奧拉傳統地區的一部分，現在納入中斯洛維尼亞統計區。

## 教堂
該定居點的堂区教堂獻給聖母誕辰，屬於天主教盧布爾雅那總教區。這是一座大型新羅馬式教堂，建於13世紀的原始建築於1856年被大火燒毀。它的雙鐘樓是當地天際線的主要地標。教堂前是紀念弗蘭·列夫斯蒂克的方尖紀念碑，豎立於1889年。

## 外部連結
维基共享资源上的相關多媒體資源：大拉什切
- 大拉什切市镇官方网站 （页面存档备份，存于） （斯洛文尼亚文）
- Velike Lašče on Geopedia （页面存档备份，存于）